# Februar 2020
Portal Geschichte | Portal Biografien | Aktuelle Ereignisse | Jahreskalender | Tagesartikel

◄ |
20. Jahrhundert |
21. Jahrhundert

◄ |
1990er |
2000er |
2010er |
2020er
| 2030er | 2040er

◄ |
2016 |
2017 |
2018 |
2019 |
2020
| 2021 | 2022 | 2023 | 2024 | ►

◄ |
November 2019 |
Dezember 2019 |
Januar 2020 |
Februar 2020 |
März 2020 |
April 2020 |
Mai 2020 |
►
Dieser Artikel behandelt tagesbezogene Nachrichten und Ereignisse im Februar 2020.

## Tagesgeschehen

### Samstag, 1. Februar 2020
- Islamabad/Pakistan: Aufgrund der schlimmsten Heuschreckenplage seit mehr als zwei Jahrzehnten ruft die Regierung den nationalen Notstand aus.[1]
- Mogadischu/Somalia: Aufgrund der Heuschreckenplage ruft die Regierung den nationalen Notstand aus.[2]

### Sonntag, 2. Februar 2020
- Berlin/Deutschland: Im Tempodrom findet das Endspiel der German Masters 2020 statt.
- Köln/Deutschland: Eröffnung der Internationalen Süßwarenmesse (bis 5. Februar)
- London/Vereinigtes Königreich: Ein Angreifer sticht auf mehrere Menschen ein, er trägt eine Sprengstoffattrappe bei sich. Die Polizei geht von einem islamistischen Angriff aus.[3]
- Miami Gardens/Vereinigte Staaten: Super Bowl LIV im Hard Rock Stadium

### Montag, 3. Februar 2020
- Pristina/Kosovo: Albin Kurti wurde zum Premierminister des Kosovo gewählt.

### Dienstag, 4. Februar 2020
- Wilsum (Landkreis Grafschaft Bentheim)/Deutschland: Rund 1500 Landwirte mit 1000 Traktoren (Aktion Land schafft Verbindung) demonstrieren anlässlich einer Rede von Bundeslandwirtschaftsministerin Julia Klöckner (CDU) gegen die beabsichtigten regulatorischen Veränderungen in der Landwirtschaft.[4][5][6]
- Bahçesaray/Türkei: Lawinenunglück bei Bahçesaray

### Mittwoch, 5. Februar 2020
- Erfurt/Deutschland: Thomas L. Kemmerich (FDP) wird im 3. Wahlgang zum Ministerpräsidenten im Freistaat Thüringen gewählt; kritisiert wurde seine Wahl, da die FDP nur knapp über die 5%-Hürde kam und vor allem durch die Stimmen der AfD die Wahl gewann.
- Bukarest/Rumänien: Das Kabinett Ludovic Orban I stürzt über ein Misstrauensvotum der PSD.[7]
- Istanbul/Türkei: Eine Boeing 737-800 der türkischen Billigfluggesellschaft Pegasus Airlines (Kennzeichen TC-IZK) verunglückte gegen 16:20 Uhr während der Landung auf dem Flughafen Istanbul-Sabiha Gökçen. Die Maschine kam aus Izmir. Sie schoss bei der Landung über die Landebahn hinaus und kollidierte mit der Begrenzungsmauer des Flughafens, wodurch sie in drei Teile zerbrach. Bei dem Zwischenfall wurden mindestens drei Personen getötet und mehrere Passagiere zum Teil schwer verletzt (siehe auch Pegasus-Airlines-Flug 2193).[8]
- Bahçesaray/Türkei: Lawinenunglück bei Bahçesaray

### Donnerstag, 6. Februar 2020
- Erfurt/Deutschland: Der Ministerpräsident des Freistaats Thüringen Thomas L. Kemmerich (FDP) gibt einen Tag nach Amtsantritt bekannt, er werde einen Antrag auf Auflösung des Thüringer Landtags für eine Neuwahl einreichen. Kemmerich stand in der Kritik, die Wahl nur dank Absprachen mit der AfD gewonnen zu haben.[9]
- Jerusalem/Israel: Ein Auto rast in eine Menschenmenge, die Behörden gehen von einem Terroranschlag aus.[10]
- Washington D.C./Vereinigte Staaten: Das Amtsenthebungsverfahren gegen US-Präsident Donald Trump wurde nach einem Freispruch eingestellt.[11]

### Freitag, 7. Februar 2020
- Dresden/Deutschland: Dresdner Semperopernball

### Samstag, 8. Februar 2020
- Dublin/Irland: Wahlen zum Dáil Éireann
- Montreux/Schweiz: Beginn des Europe Top 16 Cups im Tischtennis
- Nakhon Ratchasima/Thailand: Bei einem Amoklauf eines ehemaligen Soldaten sterben 26 Menschen. Der Täter wurde von der Polizei erschossen.[12]
- Santa Monica/Vereinigte Staaten: Bei der 35. Verleihung der Independent Spirit Awards wird der Film Der schwarze Diamant (Uncut Gems) in den Kategorien Beste Regie (Benny Safdie und Josh Safdie), Bester Hauptdarsteller (Adam Sandler) und Bester Schnitt (Ronald Bronstein und Benny Safdie) ausgezeichnet.[13]
- Washington D.C./Vereinigte Staaten: Nach dem Amtsenthebungsverfahren gegen Donald Trump werden Schlüsselzeugen, die gegen den Präsidenten ausgesagt haben, entlassen.[14]

### Sonntag, 9. Februar 2020
- Bern/Schweiz: Volksabstimmung über ein Gesetz, das Homophobie bestrafen soll. Die Schweizer sprachen sich mit einer Mehrheit von über 60 % für den Gesetzesentwurf aus.[15]
- Los Angeles/Vereinigte Staaten: Im Dolby Theatre findet die Verleihung der 92nd Academy Awards statt.
- Montreux/Schweiz: Timo Boll und Petrissa Solja gewinnen Gold beim Europe Top 16 Cup im Tischtennis.
- Yaoundé/Kamerun: Parlamentswahl

### Montag, 10. Februar 2020
- Cape Canaveral/Vereinigte Staaten: Eine Atlas-V-Rakete bringt die europäische Raumsonde Solar Orbiter auf den Weg zur Sonne.
- Berlin/Deutschland: Die CDU-Vorsitzende Annegret Kramp-Karrenbauer hat überraschend ihren Verzicht auf die Kanzlerkandidatur und den Rückzug vom Parteivorsitz verkündet.[16]

### Dienstag, 11. Februar 2020
- München/Deutschland: Kardinal Marx zieht sich vom Vorsitz der Bischofskonferenz zurück.[17]

### Mittwoch, 12. Februar 2020
- Wien/Österreich: Im Rabenhof Theater findet das Finale des Protestsongcontests statt

### Donnerstag, 13. Februar 2020
- Straßburg/Frankreich: Der Europäische Gerichtshof für Menschenrechte (EGMR) urteilt in einem Grundsatzurteil, dass illegale Migranten im Wege des Pushback von Spanien umgehend ohne Verfahren nach Marokko zurückgeschickt werden können und dieses Vorgehen nicht gegen die Menschenrechtskonvention verstößt.[18]

### Freitag, 14. Februar 2020
- Berlin/Deutschland: Der Bundesrat tagt zum ersten Mal seit der Wiedervereinigung Deutschlands ohne die Teilnahme des Bundeslandes Thüringen und lehnt einen Vorschlag über ein Tempolimit ab.[19]
- Erfurt/Deutschland: Der Thüringer CDU-Vorsitzende Mike Mohring kündigt seinen Rückzug an.
- München/Deutschland: Beginn der 56. Münchner Sicherheitskonferenz (bis 16. Februar)
- Paris/Frankreich: Zwei Wochen vor der Verleihung der wichtigsten französischen Filmpreise ist das Präsidium der César-Preisakademie geschlossen zurückgetreten.[20]

### Samstag, 15. Februar 2020
- Bagdad/Irak: In der Grünen Zone schlagen mehrere Raketen nahe der US-Botschaft ein.[21]
- Rust/Deutschland: Im Europa-Park wird Leonie von Hase, die älteste Kandidatin, zur Miss Germany gewählt.[22]

### Sonntag, 16. Februar 2020
- Grünheide/Deutschland: Die Polizei setzt einen Beschluss des Oberverwaltungsgerichts Berlin-Brandenburg durch und stoppt die Rodung eines Kiefernwaldes für die geplante Tesla-Autofabrik.[23][24]
- Skopje/Nordmazedonien: Nach dem Rücktritt der Regierung von Zoran Zaev beschließt das Parlament der Republik Nordmazedonien einstimmig seine Selbstauflösung, am 12. April 2020 sollen vorgezogene Neuwahlen stattfinden.

### Montag, 17. Februar 2020
- Eisenstadt/Österreich: Konstituierende Sitzung der XXII. Gesetzgebungsperiode mit der Wahl und Angelobung der Landesregierung Doskozil II.[25][26] Hans Peter Doskozil wird vom Burgenländischen Landtag mit 35 von 36 Abgeordnetenstimmen zum Landeshauptmann gewählt.[27]

### Mittwoch, 19. Februar 2020
- Hanau/Deutschland: Ein Mann erschießt neun Menschen in der Nähe mehrerer Shisha-Bars. Der mutmaßliche Täter und eine weitere Person werden später tot in einer Wohnung im Stadtteil Kesselstadt aufgefunden.[28]

### Donnerstag, 20. Februar 2020
- Berlin/Deutschland: Eröffnung der 70. Internationalen Filmfestspiele (bis 1. März)
- Berlin/Deutschland: Das Oberverwaltungsgericht Berlin-Brandenburg hebt den Stopp des Baus der Tesla-Fabrik auf.[29]
- Dublin/Irland: Der amtierende Premierminister Leo Varadkar kündigt seinen Rücktritt an.[30]
- Idlib/Syrien: Bei einem Luftangriff sterben zwei türkische Soldaten.[31]
- Now Sanschary/Ukraine: Bei Demonstrationen gegen die Rückkehr ukrainischer Bürger aus der chinesischen Stadt Wuhan kommt es zu Ausschreitungen. Die Demonstranten fürchten einen Ausbruch des Coronavirus Sars-CoV-2.[32]
- Wien/Österreich: In der Wiener Staatsoper findet der Wiener Opernball statt.

### Freitag, 21. Februar 2020
- Deutschland: Erhöhung der Polizeipräsenz in Deutschland nach dem Anschlag von Hanau.[33]
- Teheran/Iran: Parlamentswahl

### Samstag, 22. Februar 2020
- Lombardei/Italien: Es werden in Padua und Cremona die ersten beiden durch das Coronavirus bedingten Todesfälle unter Europäern gemeldet sowie 76 infizierte Personen in 5 Regionen. In der Stadt Codogno als Zentrum der Infektionen werden die Schulen und öffentlichen Lokale geschlossen sowie die Einwohner dazu aufgefordert, zu Hause zu bleiben.[34]
- Lomé/Togo: Präsidentschaftswahl[35]
- Fessenheim/Frankreich: Im Kernkraftwerk Fessenheim wird der Reaktorblock Fessenheim I stillgelegt.
- Gandhinagar/Indien: Die Vertragsstaaten der Bonner Konvention vereinbaren zum Abschluss ihres 13. Treffens (CMS COP13) unter anderem einen verstärkten Schutzstatus für einige gefährdete wandernde Wildtierarten. Zehn Arten werden neu unter den Schutz der Konvention gestellt, davon in die höchste Kategorie Asiatischer Elefant, Weißspitzen-Hochseehai, Jaguar, Zwergtrappe, Barttrappe, Kappentrappe und Antipoden-Albatros.[36]

### Sonntag, 23. Februar 2020
- Hamburg/Deutschland: Bürgerschaftswahl

### Montag, 24. Februar 2020
- London/Vereinigtes Königreich: Beginn des Auslieferungsverfahrens von WikiLeaks-Gründer Julian Assange an die USA.[37]
- Putrajaya/Malaysia: Premierminister Mahathir bin Mohamad tritt zurück, zugleich erklärt seine Partei Bersatu den Austritt aus der Regierungskoalition.
- New York City/Vereinigte Staaten: Filmproduzent Harvey Weinstein wird der Vergewaltigung und sexuellen Nötigung schuldig gesprochen.[38]
- Volkmarsen/Deutschland: Ein Autofahrer fährt in eine Gruppe von Zuschauern des Rosenmontagszugs und verletzt 61 Personen.

### Mittwoch, 26. Februar 2020
- Berlin/Deutschland: Beginn der UCI-Bahn-Weltmeisterschaften 2020 im Velodrom (bis 1. März)
- Karlsruhe/Deutschland: Das Bundesverfassungsgericht erklärt den Paragrafen 217 Strafgesetzbuch zum Verbot gewerbsmäßiger Sterbehilfe für verfassungswidrig.[39]
- Ljubljana/Slowenien: Staatspräsident Borut Pahor schlägt der letztlich entscheidenden Staatsversammlung die Ernennung von Janez Janša zum neuen Ministerpräsidenten vor.

### Donnerstag, 27. Februar 2020
- Pjöngjang/Demokratische Volksrepublik Korea: Aus Angst vor einer SARS-CoV-2-Epidemie hat Nordkorea jegliche Ein- und Ausreise verboten. Das Ausreiseverbot stellt einen Verstoß gegen das Wiener Übereinkommen über diplomatische Beziehungen dar. Deshalb schließt die Deutsche Botschaft Pjöngjang vorübergehend.[40]
- Essen/Deutschland: Thyssenkrupp verkauft seine Aufzugsparte Thyssenkrupp Elevator für 17,2 Milliarden Euro an ein Konsortium um Advent International, Cinven und die RAG-Stiftung.[41]
- Neu-Delhi/Indien: Nach Protesten gegen das neue Staatsbürgerschaftsgesetz kam es zu Straßenschlachten zwischen Hindus und Muslimen. Bisher gibt es 32 bestätigte Todesopfer.[42][43]
- Griechenland: Bei Streiks gegen den Bau neuer Flüchtlingslager auf griechischen Inseln kam es zu Ausschreitungen mit der Polizei.[44]

### Freitag, 28. Februar 2020
- Bern/Schweiz: Der Schweizer Bundesrat beschließt in der Verordnung über Massnahmen zur Bekämpfung des Coronavirus (COVID-19)[45] aufgrund der Coronavirus-Epidemie die besondere Lage nach Art. 6 Abs. 2 Buchstabe b Epidemiengesetz, die der Regierung erweiterte Befugnisse zur landesweiten Führung der Bekämpfung einräumt. Als erste Maßnahme werden öffentliche und private Veranstaltungen mit über 1000 Personen verboten. Betroffen sind beispielsweise Fußballspiele, Messen und die Umzüge der Basler Fasnacht. So musste unter anderem die 90. Ausgabe des Genfer Automobil-Salons, die für die Zeit vom 5. bis zum 15. März 2020 anberaumt war, abgesagt werden. Für die meisten Fahrzeughersteller unter den Ausstellern stellt dies einen herben, jedoch abfederbaren Verlust dar.[46]
- Paris/Frankreich: Bei Demonstrationen kam es zu Ausschreitungen mit der Polizei, bei denen mehrere Autos angezündet wurden. Aufgrund der Rauchentwicklung wurde der Gare de Lyon zeitweise gesperrt.[47]
- Edirne/Türkei: Die türkische Regierung öffnet ihre Grenze für Migranten nach Bulgarien und Griechenland und hält sich infolge des Bürgerkrieges in Syrien 2020 nicht länger an das EU-Türkei-Abkommen vom 18. März 2016.[48]

### Samstag, 29. Februar 2020

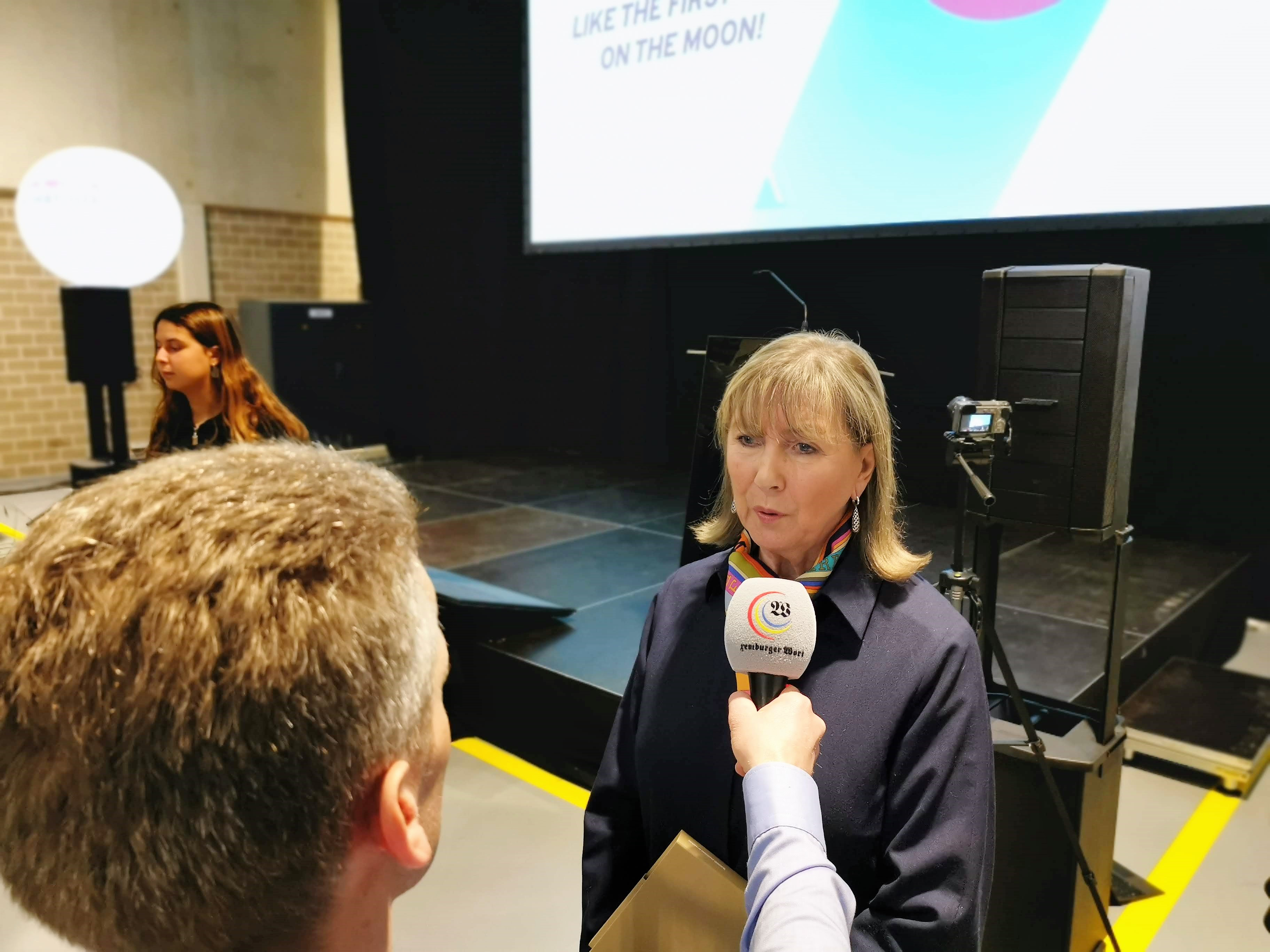
Lydie Polfer, Bürgermeisterin von Luxemburg

- Bratislava/Slowakei: Bei der Nationalratswahl wird die Protestpartei OL’ANO stärkste Kraft mit 25,02 %, zweitstärkste Kraft wird die sozialdemokratische Partei SMER - SD mit 18,29 % der Stimmen.[49][50]
- Doha/Katar: Die Vereinigten Staaten und die Taliban unterzeichnen ein Abkommen zur Deeskalation in Afghanistan.[51]
- Luxemburg: Alle staatlich betriebenen öffentlichen Verkehrsmittel im Land sind ab heute kostenlos benutzbar. Die 1. Klasse in Zügen und kommunal betriebener ÖPNV bleiben kostenpflichtig.[52]